# Schuifspanning

Afschuiving in een blokje. De kracht wordt veroorzaakt door de schuifspanning. De bovenkant van het blokje verschuift horizontaal over de afstand. Na afloop is de hoogte van het blokje. De schuif is gedefinieerd als ; de kracht wordt gegeven door, waarbij het oppervlak van de bovenzijde van het blokje is.

Schuifspanning, aangeduid met {\displaystyle \tau }, is een spanning die het materiaal vervormt (meestal door schuivende krachten - torsie bij transversaal-werkende krachten) zonder dat het volume van het materiaal verandert. Schuifspanning heeft de pascal (Pa) als SI-eenheid.

## Schuifspanning
Directe afschuiving van een object door het uitoefenen van een moment, zal behalve een schuifkracht ook een trekspanning en drukspanning geven. Een eenvoudige definitie van een schuifspanning is, 'De componenten van een spanning op een punt die parallel staan aan het vlak waarin zij liggen'. De schuifspanning wordt gegeven door:
{\displaystyle \tau ={F_{s} \over A}}
waarbij:
{\displaystyle \tau } de schuifspanning in Pa (N/m2) is,
{\displaystyle F_{s}} de toegepaste kracht in N en
{\displaystyle A} het oppervlak waarover de kracht werkt in m2.
Deze spanning zorgt voor een verschuiving in het materiaal. Deze afschuiving is afhankelijk van de glijdingsmodulus {\displaystyle (G)} van het materiaal.

## Afschuifvervorming

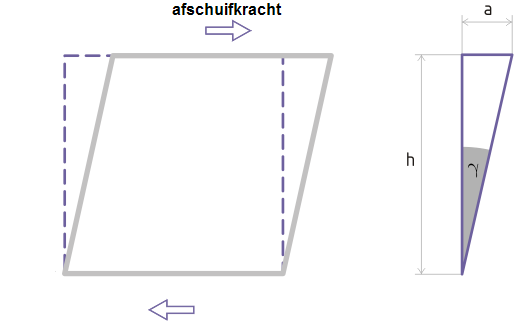
Afschuiving

De vervorming van het materiaal ("schuif") wordt geëvalueerd door het meten van de verandering van de grootte van de hoek, de afschuifvervorming {\displaystyle \gamma }. De afschuifvervorming en schuifspanning zijn gerelateerd aan elkaar met de glijdingsmodulus volgens de formulevorm voor materialen die voldoen aan de lineaire wet van Hooke:
{\displaystyle \tau =G\cdot \gamma }
waarbij:
{\displaystyle \tau } de schuifspanning is,
{\displaystyle G} de glijdingsmodulus en
{\displaystyle \gamma } de afschuifvervorming, met:
{\displaystyle \tan {\bigl (}\gamma {\bigr )}={a \over h}},
waarin:
{\displaystyle \gamma } de afschuifvervorming is in radialen,
{\displaystyle h} de hoogte of dikte van het object in m en
{\displaystyle a} de horizontale afstand van de verschuiving in m.

In de realiteit geldt dat de afschuifvervorming {\displaystyle \gamma } erg klein is, waardoor deze bij benadering ook kan worden gezien als:
{\displaystyle \tan(\gamma )\simeq \gamma ={\frac {a}{h}}}.

## Vloeistoffen

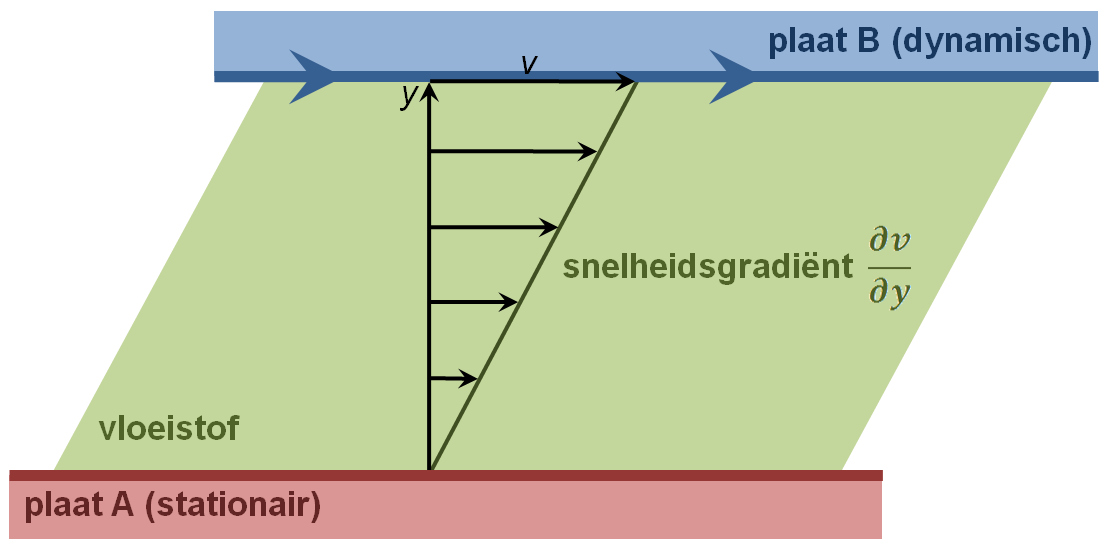
Afschuiving in vloeistof

Ook bij vloeistoffen is sprake van schuifspanning, {\displaystyle \tau }. Het is de kracht (per vierkante meter) die benodigd is om een snelheidsgradiënt (dv/dy) in stand te houden:
{\displaystyle \tau _{yx}=\eta {dv_{x} \over dy}}
De evenredigheidsconstante, η, is de viscositeit van de vloeistof.